# مائدروس
مائدروس (به انگلیسی: Maedhros) یک شخصیت داستانی در داستان‌های تالکین است که ابتدا به عنوان شخصیت اصلی در سیلماریلیون معرفی شد و بعداً در کتاب‌های قصه‌های ناتمام و فرزندان هورین ذکر شد. مائدروس یک الف قدرتمند نولدور و اولین پسر فئانور، خالق سیلماریل‌ها بود. او به پیروی از پدرش که سوگند یاد کرد که سیلماریل ها را از هر کسی که آنها را بگیرد و نگه دارد پس بگیرد، او مردم خود را در جنگ علیه مورگوت رهبری کرد.